# Навплий
Навплий (на гръцки: Ναύπλιος) в древногръцката митология е син на Посейдон и Амимона. Той е един от аргонавтите и основава Навплия, днешният Навплио в Арголида.
Негова съпруга е Филира (според Керкоп – Хесиона, а може и да е Климена). Аполодор казва, че живял дълго и много плавал по моретата. Цар на Евбея, баща на Паламед, Ойак и Навсимедонт.
Синът му Паламед е убит с камъни от гърците по време на Троянската война, наклеветен от Одисей, че е изменник. Навплий се отправя към лагера на ахейците, за да снеме обвиненията от сина си и да получи удовлетворение за смъртта му, но не успява нито с първото, нито с второто. Тогава посещава поотделно жените на заминалите на поход герои, за да ги подтикне към изневяра. При връщането на ахейците след края на Троянската война, Навплий запалва огньове на скалите на своя остров, заблуждавайки гръцките кораби, много от които потъват. В алтернативна версия Паламед е убит от троянците, негови съюзници.